# プリエヴィドザ
プリエヴィザ （スロバキア語: Prievidza [ˈprɪeʋidza]  発音, マジャル語: Privigye, ドイツ語: Priewitz）は、スロバキア、トレンチーン県の都市。

## 地理
スロバキア中央部、県の東部に位置する。ニトラ盆地の中間にあり、東はヴタツニク山地、ジアル山地、西はマラー・マグラ山と境を接する。ニトラ川が市西部を、ニトラ川の支流のハンドロヴカ川が流れる。

## 歴史
1113年、ゾボル修道院の記録にPreugianという地名が記された。1383年、ハンガリー女王マーリアによって王立自由都市とされた。16世紀以降、町で職人による細工が発展した。1599年、二トラ川流域をオスマン帝国軍が襲い、町は火に包まれた。1673年に反ハプスブルク家反乱クルク (en) が起き、再び町は放火され、町の公文書の一部が焼けた。19世紀後半から20世紀前半にかけ、鉄道の到来で町に産業がもたらされた。第二次世界大戦中はレジスタンス運動が活発だった。戦後には産業の発達で人口が倍増し、戦前の約5000人から5万人となった。プリエヴィザ住民の多くは、町の炭鉱や、隣のノヴァーキにある発電所や化学工場で働く労働者である。

## 統計
2001年の調査で、人口の96.65%がスロバキア人、0.95%がチェック人、0.48%がマジャル人であった。カトリック教徒は61.91%、無宗教が29.01%、ルーテル教会が2.29%である。

## 姉妹都市
- イッベンビューレン、ドイツ
- シュムペルク、チェコ共和国
- ルゼルナ・サン・ジョヴァンニ、イタリア
- ヴァリェヴォ、セルビア
- ヤストシェンビェ＝ズドルイ、ポーランド
- ヴェレニェ、スロベニア

## 出身者
- コーネル・ワイルド - 俳優、映画監督
- パトリック・フロショフスキー - サッカー選手
- フランティシェック・クビク - サッカー選手
- ダーヴィド・ハンツコ  - サッカー選手